# Acrocrypta medvedevi
Acrocrypta medvedevi es un insecto coleóptero de la familia Chrysomelidae.
Fue descrita científicamente por primera vez en 2001 por Doeberl.